# Тобіас Енстрем
Тобіас Енстрем (швед. Tobias Enström, нар. 5 листопада 1984, Нурдінгро) — шведський хокеїст, захисник клубу НХЛ «Вінніпег Джетс». Гравець збірної команди Швеції.

## Ігрова кар'єра
Енстрем народився в Нурдінгро, потім переїхав до сусіднього Ерншельдсвіка. Починав грати в молодіжній команді МОДО, пізніше дебютував в основній команді, де був обраний найкращим новачком сезону.
2003 року був обраний на драфті НХЛ під 239-м загальним номером командою «Атланта Трешерс». 
У травні 2007 року підписав дворічний контракт з клубом «Атланта Трешерс». У тренувальному таборі зміг пробитися в основний склад команди. 23 жовтня 2007 року Енстрем забив свій перший гол в НХЛ воротареві «Торонто Мейпл Ліфс» Веса Тоскала. У перших трьох сезонах в НХЛ не пропустив жодного матчу свого клубу. У сезоні 2010/11 він зламав палець, блокуючи кидок в грі проти «Нью-Йорк Рейнджерс», після чого пропустив 6 матчів і перервав свою серію з 296 зіграних ігор поспіль. Крім того, через травму Енстрем також змушений був пропустити матч усіх зірок НХЛ, куди він був запрошений разом з партнером по команді Дастіном Бафліном.

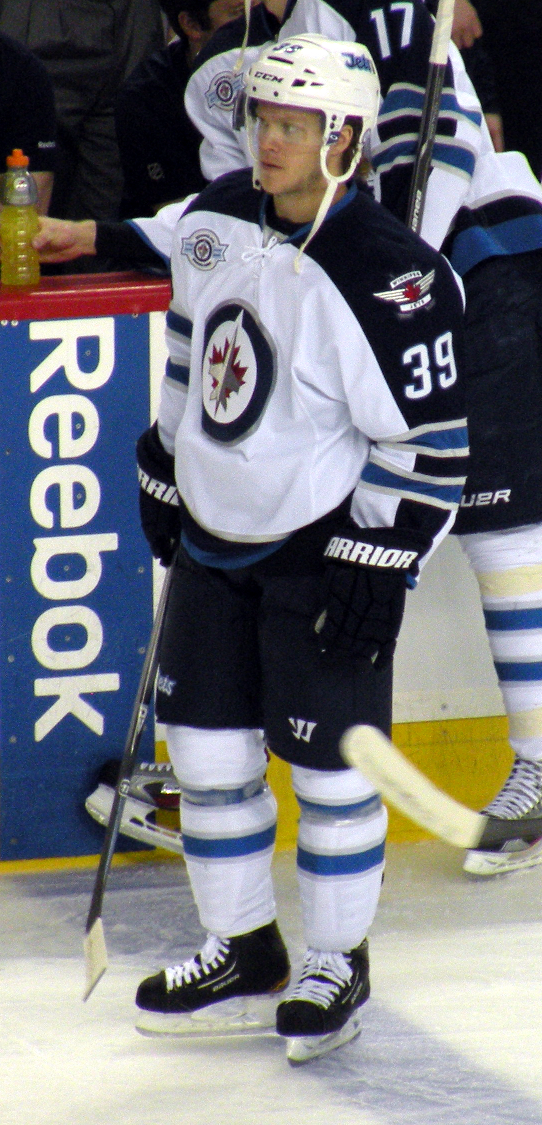
Енстрем у формі Вінніпег Джетс.

Влітку 2011 року разом з «Трешерс» переїхав до Вінніпега. 27 липня 2012 року продовжив контракт з клубом «Вінніпег Джетс» на 5 років.
Частину сезону 2012/13 провів в австрійському «Зальцбурзі».
У червні 2013 Тобіас зазнав нападу і був пограбований в своєму рідному місті Ерншельдсвік.

## Збірна
Був гравцем молодіжної збірної Швеції, у складі якої брав участь у 12 іграх. 
У складі національної збірної Швеції брав участь у двох чемпіонатах світу 2007, 2008 та Олімпійських іграх 2010.

## Нагороди та досягнення
- Чемпіон Швеції в складі МОДО — 2007.
- Матч всіх зірок НХЛ — 2011 (не брав участь через травму).

## Статистика

### Клубні виступи
| Сезон              | Клуб               | Ліга               | Регулярний сезон | Регулярний сезон | Регулярний сезон | Регулярний сезон | Регулярний сезон | Плей-оф | Плей-оф | Плей-оф | Плей-оф | Плей-оф |
| Сезон              | Клуб               | Ліга               | І                | Г                | П                | О                | ШХ               | І       | Г       | П       | О       | ШХ      |
| ------------------ | ------------------ | ------------------ | ---------------- | ---------------- | ---------------- | ---------------- | ---------------- | ------- | ------- | ------- | ------- | ------- |
| 2000–01            | МОДО               | Ю20                | 1                | 0                | 0                | 0                | 0                | —       | —       | —       | —       | —       |
| 2001–02            | МОДО               | Ю20                | 21               | 1                | 7                | 8                | 10               | —       | —       | —       | —       | —       |
| 2002–03            | МОДО               | Ю20                | 7                | 4                | 6                | 10               | 31               | —       | —       | —       | —       | —       |
| 2002–03            | МОДО               | Елітсерія          | 42               | 1                | 5                | 6                | 16               | 6       | 0       | 1       | 1       | 4       |
| 2003–04            | МОДО               | Елітсерія          | 33               | 1                | 4                | 5                | 6                | 6       | 1       | 1       | 2       | 2       |
| 2003–04            | МОДО               | Ю20                | —                | —                | —                | —                | —                | 8       | 0       | 3       | 3       | 4       |
| 2004–05            | МОДО               | Елітсерія          | 49               | 4                | 10               | 14               | 24               | 2       | 0       | 0       | 0       | 0       |
| 2005–06            | МОДО               | Елітсерія          | 47               | 4                | 7                | 11               | 48               | 4       | 0       | 1       | 1       | 25      |
| 2006–07            | МОДО               | Елітсерія          | 55               | 7                | 21               | 28               | 52               | 20      | 1       | 11      | 12      | 37      |
| 2007–08            | «Атланта Трешерс»  | НХЛ                | 82               | 5                | 33               | 38               | 42               | —       | —       | —       | —       | —       |
| 2008–09            | «Атланта Трешерс»  | НХЛ                | 82               | 5                | 27               | 32               | 52               | —       | —       | —       | —       | —       |
| 2009–10            | «Атланта Трешерс»  | НХЛ                | 82               | 6                | 44               | 50               | 30               | —       | —       | —       | —       | —       |
| 2010–11            | «Атланта Трешерс»  | НХЛ                | 72               | 10               | 41               | 51               | 54               | —       | —       | —       | —       | —       |
| 2011–12            | «Вінніпег Джетс»   | НХЛ                | 62               | 6                | 27               | 33               | 38               | —       | —       | —       | —       | —       |
| 2012–13            | «Зальцбург»        | Австрія            | 5                | 1                | 0                | 1                | 4                | —       | —       | —       | —       | —       |
| 2012–13            | «Вінніпег Джетс»   | НХЛ                | 22               | 4                | 11               | 15               | 8                | —       | —       | —       | —       | —       |
| 2013–14            | «Вінніпег Джетс»   | НХЛ                | 82               | 10               | 20               | 30               | 56               | —       | —       | —       | —       | —       |
| 2014–15            | «Вінніпег Джетс»   | НХЛ                | 60               | 4                | 19               | 23               | 36               | 4       | 0       | 1       | 1       | 0       |
| 2015–16            | «Вінніпег Джетс»   | НХЛ                | 72               | 2                | 14               | 16               | 44               | —       | —       | —       | —       | —       |
| 2016–17            | «Вінніпег Джетс»   | НХЛ                | 60               | 1                | 13               | 14               | 42               | —       | —       | —       | —       | —       |
| Усього в НХЛ       | Усього в НХЛ       | Усього в НХЛ       | 676              | 53               | 249              | 302              | 402              | 4       | 0       | 1       | 1       | 0       |
| Усього в Елітсерії | Усього в Елітсерії | Усього в Елітсерії | 226              | 17               | 47               | 64               | 146              | 38      | 2       | 14      | 16      | 68      |

### Збірна
| Рік                | Команда            | Турнір             | Місце              | І  | Г | П | О | ШХ |
| ------------------ | ------------------ | ------------------ | ------------------ | -- | - | - | - | -- |
| 2002               | Швеція             | ЮЧС U18            | 9-е                | 8  | 2 | 1 | 3 | 6  |
| 2003               | Швеція             | МЧС                | 8-е                | 6  | 1 | 1 | 2 | 4  |
| 2004               | Швеція             | МЧС                | 7-е                | 6  | 0 | 3 | 3 | 0  |
| 2007               | Швеція             | ЧС                 | 4-е                | 9  | 0 | 2 | 2 | 10 |
| 2008               | Швеція             | ЧС                 | 4-е                | 2  | 0 | 0 | 0 | 0  |
| 2010               | Швеція             | ОІ                 | 5-е                | 4  | 0 | 2 | 2 | 4  |
| Молодіжна збірна   | Молодіжна збірна   | Молодіжна збірна   | Молодіжна збірна   | 20 | 3 | 5 | 8 | 10 |
| Національна збірна | Національна збірна | Національна збірна | Національна збірна | 15 | 0 | 4 | 4 | 14 |